# Federico Vilar
Federico Vilar Baudena (Rojas, Buenos Aires, 30 de mayo de 1977), simplemente conocido como Vilar, es un exfutbolista y actual entrenador argentino, naturalizado mexicano que jugaba como portero. Su último club como jugador, fue en el Tijuana de la Liga MX. 
Caracterizado por jugar con el número 3 en nombre de su padre llamado Edgardo Vilar, que se desempeñó de defensa central.

## Vida personal
Vilar nació en la ciudad de Rojas, el 30 de mayo de 1977, hijo de Griselda Baudena y Edgardo Vilar. Muy joven inició su relación sentimental con la argentina Marina Soledad Tulio, misma que ha sido su pareja toda la vida. En 2003, mientras jugaba para el Atlante, contrajeron matrimonio. Ese mismo año nació su hija Camila Vilar Tulio, en 2006 nació su segundo hijo, Nicolás Argentino Vilar Tulio, y en el año 2016, la más pequeña de la familia, María Lola Vilar Tulio.
Es hincha declarado de Boca Juniors, además de tenerle un enorme cariño a su club barrial, el Argentino Rojas. Su ídolo y referente en su posición es el exarquero Hugo Orlando Gatti.

## Trayectoria

### Como jugador

#### Fútbol argentino
Surgido del Club Atlético Argentino Rojas, luego se formó futbolísticamente en las fuerzas básicas de Boca Juniors, donde llegó a los 15 años de edad. En 1996, Carlos Bilardo lo lleva a entrenar con el primer equipo boquense, siendo suplente en varios partidos oficiales. Luego, tras la llegada de Héctor Veira como entrenador, y el fichaje de otros goleros como Sandro Guzmán, Roberto Abbondanzieri y Óscar Córdoba, lo relegaron al equipo reserva de Boca. Tras no cambiar su situación con el nuevo entrenador Carlos Bianchi, en el año 2000 pidió su pase a Boca, siendo fichado por a Almirante Brown de la división de ascenso argentina para la campaña 2000 al 2001.

#### Fútbol mexicano
Pese a tener todo arreglado con Club Atlético Banfield de la Primera división argentina, decidió emigrar a México, donde debió luchar por un lugar desde la Segunda División Nacional con el Deportivo Potros Zitácuaro, filial del Atlante, para ser promovido a Acapulco FC de la Primera División "A" mexicana.

##### Atlante
Debutó en el arco atlantista en Primera División el 12 de enero de 2003 ante Rayados de Monterrey, con igualada a un gol en el Estadio Neza 86.
Se ha destacado como uno de los arqueros más constantes de la liga azteca, jugando incluso todos los minutos del campeonato Apertura 2007, donde logró el Título, tercero para los Potros en la era profesional.[cita requerida]
El 9 de diciembre de 2007, investido como capitán del cuadro azulgrana, alza la copa de Campeón por primera vez en su carrera profesional, tras vencer en una cerrada final a los "Pumas" de la UNAM, por marcador global de 2-1. Su destacada actuación bajo los postes - particularmente en el partido de ida - fue determinante en las aspiraciones Atlantistas.[cita requerida]
Atlante terminó el torneo como tercero de la clasificación general, invicto durante la temporada regular como visitante y como la segunda mejor defensiva.[cita requerida]
Una de las situaciones más sonadas en su trayectoria, fue su inminente venta al Deportivo Cruz Azul en 2009, que realizó una importante oferta, rondando los 4 millones de dólares, que fue rechazada por el arquero tras negociar con la dirigencia atlantista y aunque no igualaron la oferta de Cruz Azul, si consiguieron retener a su capitán con una mejora de sueldo acorde a la economía del club.
Tras coronarse en la Copa de Campeones de la Concacaf en 2009, Vilar integró el plantel de Atlante que participó en el Mundial de Clubes de la FIFA en Abu Dhabi en 2009, donde los potros fueron eliminados por Fútbol Club Barcelona.[cita requerida]
"El Jefe" anotó 5 goles en su carrera deportiva con Atlante, todos ellos al ejecutar tiros libres directos, siendo 3 de estos en duelos oficiales y uno más en partido de exhibición.Y uno en Morelia con fecha 15 de abril.[cita requerida]
Su primera anotación, fechada el primero de febrero de 2004, en la Jornada 3 del Clausura 2004 ante Necaxa, corrió con cierta fortuna al colarse entre la deficiente barrera de los Rayos en la victoria azulgrana por 3-1 en la cancha del mítico Estadio Azteca. De esta manera, Vilar se convierte en el primer arquero en anotar por esta vía en el fútbol mexicano. [cita requerida]
Tan solo un mes después, en encuentro amistoso disputado en el Monumental de Santiago, ante Colo-Colo, Federico consigue de nueva cuenta a balón detenido, su segunda diana con el Club, para abrir el marcador de un encuentro que terminaría empatado a 3 goles.[cita requerida]
El 12 de agosto de 2006 en la cancha del Estadio Azul, consigue su tercera anotación, para el momentáneo empate a 1-1 ante el experimentado portero Cruzazulino, Óscar Pérez. Este partido terminaría perdiéndolo Atlante por marcador de 2-1.[cita requerida]
El cuarto en su cuenta se daría el 8 de octubre de 2008 en el torneo de la concachampions en el estadio Tiburcio Carías Andino en Tegucigalpa, Honduras, donde con un toque magistral dejó sin oportunidades a Donis Escober, arquero de Olimpia, para poner el 1-0 que después terminó en 1-1.[cita requerida]

##### Morelia
En el Draft 2010, se hizo oficial su traspaso al club Club Monarcas Morelia, como Compra Definitiva, en una operación que incluyó el intercambio del también emblemático Moisés Muñoz" con un contrato de 4 años y opción a 5, terminando de esta forma una era en la meta de los Potros que se extendió por 7 años, y paralelamente, con una estancia de casi 10 años del arquero Moreliano con los Monarcas.
Defendiendo el arco michoacano, ya como capitán logró levantar la Copa MX en el Apertura 2013.[cita requerida]

##### Atlas
En enero del 2014 se anuncia su traspaso al Atlas, para evitar el descenso del equipo rojinegro. En 2015 juegan la Copa Libertadores de América, donde son eliminados en la primera ronda. En el torneo local Clausura 2015, los rojinegros logran calificar a la liguilla por el título, en la posición 4 de la tabla general, son eliminados en cuartos de final por su clásico rival Guadalajara.[cita requerida]

##### Xolos
El 10 de junio del 2015 en el draft del fútbol mexicano, se anuncia su traspaso a Tijuana.
Tiene una temporada irregular y al finalizar el Apertura 2015 y termina perdiendo la titularidad con el joven mexicano Gibran Lajud. Al iniciar el Clausura 2016 su nuevo entrenador (Miguel Herrera) decide ponerlo como titular.[cita requerida]
El Apertura 2016, Tijuana termina el torneo regular como primer lugar de la tabla general, su rival en cuartos de final sería el León. En la ida pierde como visitante 0-3, para la vuelta reaccionan pero no les alcanza, al ganar 3-2 pero son eliminados (global 3-5 para León).[cita requerida]
El 29 de noviembre de 2016 en la ciudad de Tijuana, Vilar anuncia que se retira como futbolista profesional y que regresara a su ciudad natal Rojas en Argentina.

### Como entrenador
Durante 2020 dirigió al Club Atlético Argentino Rojas de su localidad natal. En junio de 2021, fue anunciado como nuevo director técnico de Cancún FC de la Liga de Expansión MX, dejando su cargo en mayo de 2022. Ese mismo mes, se anuncia su llegada a Unión La Calera de la Primera División de Chile. Cinco meses después, el club chileno oficializó su desvinculación de común acuerdo.
El 18 de mayo de 2023, fue oficializado como entrenador de Arsenal de Sarandí. En septiembre del mismo año, presentó su renuncia luego de 14 partidos dirigidos.

## Selección nacional
En un hecho que sorprendió a propios y extraños, el técnico de la selección argentina Diego Armando Maradona, convocó a Federico Vilar para disputar los encuentros eliminatorios hacia el mundial de 2010 ante las selecciones de Bolivia y Venezuela como tercer portero, siendo esta la primera ocasión en la que Vilar es convocado a defender la casaca de su país. Finalmente, no fue considerado en la lista definitiva para la Copa del Mundo Sudáfrica 2010.

## Clubes

### Como jugador
| Club             | País      | Año       | PJ  | Goles |
| ---------------- | --------- | --------- | --- | ----- |
| Almirante Brown  | Argentina | 1999-2001 | 42  | 0     |
| Potros Zitácuaro | México    | 2001-2002 | ?   | ?     |
| Club Acapulco    | México    | 2002      | ?   | ?     |
| Atlante          | México    | 2003-2010 | 280 | 4     |
| Morelia          | México    | 2010-2013 | 136 | 0     |
| Atlas            | México    | 2014-2015 | 62  | 0     |
| Tijuana          | México    | 2015-2016 | 49  | 0     |

### Como entrenador
| Club            | País      | Año       | PJ | PG | PE | PP | Rendimiento |
| --------------- | --------- | --------- | -- | -- | -- | -- | ----------- |
| Cancún FC       | México    | 2021-2022 | 35 | 10 | 7  | 18 | 35.24%      |
| Unión La Calera | Chile     | 2022      | 20 | 7  | 6  | 7  | 45%         |
| Arsenal         | Argentina | 2023      | 14 | 3  | 2  | 9  | 26.19%      |
| Total           | Total     | Total     | 69 | 20 | 15 | 34 | 36.24%      |

## Estadísticas

### Como jugador
| Club                      | Temporada           | Liga  | Liga  | Copa  | Copa  | Copa Internacional | Copa Internacional | Total | Total |
| Club                      | Temporada           | Part. | Goles | Part. | Goles | Part.              | Goles              | Part. | Goles |
| ------------------------- | ------------------- | ----- | ----- | ----- | ----- | ------------------ | ------------------ | ----- | ----- |
| Almirante Brown Argentina | 1999/00             | 6     | 0     | -     | -     | -                  | -                  | 0     | 0     |
| Almirante Brown Argentina | 2000/01             | 36    | 0     | -     | -     | -                  | -                  | 0     | 0     |
| Almirante Brown Argentina | Total               | 42    | 0     | 0     | 0     | 0                  | 0                  | 42    | 0     |
| Atlante · México          | 2003                | 21    | 0     | -     | -     | -                  | -                  | 21    | 0     |
| Atlante · México          | 2003/04             | 42    | 1     | -     | -     | -                  | -                  | 42    | 1     |
| Atlante · México          | 2004/05             | 36    | 0     | -     | -     | -                  | -                  | 36    | 0     |
| Atlante · México          | 2005/06             | 36    | 0     | -     | -     | -                  | -                  | 36    | 0     |
| Atlante · México          | 2006/07             | 34    | 1     | -     | -     | -                  | -                  | 34    | 1     |
| Atlante · México          | 2007/08             | 38    | 0     | -     | -     | -                  | -                  | 38    | 0     |
| Atlante · México          | 2008/09             | 38    | 0     | -     | -     | 11                 | 1                  | 49    | 1     |
| Atlante · México          | 2009/10             | 34    | 0     | -     | -     | 3                  | 0                  | 37    | 0     |
| Atlante · México          | Total               | 279   | 2     | 0     | 0     | 14                 | 1                  | 293   | 3     |
| Morelia · México          | 2010/11             | 40    | 0     | -     | -     | -                  | -                  | 40    | 0     |
| Morelia · México          | 2011/12             | 40    | 0     | -     | -     | 6                  | 0                  | 46    | 0     |
| Morelia · México          | 2012/13             | 37    | 0     | 1     | 0     | -                  | -                  | 38    | 0     |
| Morelia · México          | 2013                | 17    | 0     | 1     | 0     | -                  | -                  | 18    | 0     |
| Morelia · México          | Total               | 134   | 0     | 2     | 0     | 6                  | 0                  | 142   | 0     |
| Atlas · México            | 2014                | 17    | 0     | -     | -     | -                  | -                  | 17    | 0     |
| Atlas · México            | 2014/15             | 35    | 0     | -     | -     | 6                  | 0                  | 41    | 0     |
| Atlas · México            | Total               | 52    | 0     | 0     | 0     | 6                  | 0                  | 58    | 0     |
| Tijuana · México          | 2015/16             | 30    | 0     | -     | -     | -                  | -                  | 30    | 0     |
| Tijuana · México          | 2016/17             | 19    | 0     | -     | -     | -                  | -                  | 19    | 0     |
| Tijuana · México          | Total               | 49    | 0     | 0     | 0     | 0                  | 0                  | 49    | 0     |
| Total en su carrera       | Total en su carrera | 555   | 0     | 2     | 0     | 26                 | 1                  | 583   | 3     |

## Palmarés

### Campeonatos nacionales
| Título  | Club    | País   | Torneo |
| ------- | ------- | ------ | ------ |
| Liga MX | Atlante | México | 2007-A |
| Copa MX | Morelia | México | 2013-A |

### Campeonatos internacionales
| Título                  | Club    | País   | Año     |
| ----------------------- | ------- | ------ | ------- |
| Liga Campeones CONCACAF | Atlante | México | 2008-09 |

### Premios individuales
| Premio                             | Año  |
| ---------------------------------- | ---- |
| Mejor Portero Torneo Apertura 2007 | 2007 |

## Literatura
Presentó su primer libro titulado El arco de la vida. En el día de la presentación, el 21 de abril de 2008, estas fueron sus palabras:

“Es un libro que habla acerca de un estilo de juego, donde nombró a diferentes arqueros que han marcado un estilo, una época, que han sido a mi entender los mejores de la historia, situaciones de juego, que se dan, y que creo son importantes. Otras situaciones pintorescas, que se han dado a lo largo de la historia, algunas frases para recordar, hay de todo un poco”.

### Obras escritas
- El arco de la vida (2008).